# Rabaul

Rabaul am Simpsonhafen zur deutschen Kolonialzeit vor 1910

Rabaul ist eine Stadt in Papua-Neuguinea mit 7024 Einwohnern (im Jahr 2009). Sie war Hauptstadt der Provinz East New Britain und liegt am nördlichsten Punkt der Insel Neubritannien, die in zwei Provinzen aufgeteilt ist. Rabaul ist eine Hafenstadt am St.-Georgs-Kanal, der die Bismarcksee mit der Salomonensee verbindet.

## Geografie
Die Stadt liegt in einer vulkanischen Caldera des Rabaul volcanic complex. Diese vulkanische Kollapsstruktur misst etwa 14 Kilometer Breite und 19 Kilometer Länge. Innerhalb der vulkanisch aktiven Caldera befinden sich die Vulkane Tavurvur und Vulcan (beide aktiv), Sulphur Creek und Rabalanakaia. Die Caldera wird von alten inaktiven Stratovulkanen wie dem Palangiagia, Tovanumbatir, Kombiu und Talvat (auch Turanguna) umgeben. Der Tavurvur brach am 19. September 1994 in einer heftigen plinianischen Eruption aus und zerstörte einen Großteil der Stadt. Das Vorwarnsystem funktionierte gut und die Bevölkerung konnte rechtzeitig evakuiert werden. Da die Vulkane bis April 1995 weiterhin Lava und Asche ausstießen, zogen die meisten Einwohner in die Orte Kokopo und Vunamami auf der anderen Seite der Rabaul-Bucht. In der Folge wurde Kokopo Provinzhauptstadt, da der Ort auf Grund seiner geschützten Lage mehr Sicherheit bot. 
Ein weiterer Ausbruch am 7. Oktober 2006 um 8:45 AEST brachte wieder Asche über das Land. Rabaul musste erneut evakuiert werden und die Asche wurde bis nach Kokopo getragen.
Rabauls Einwohnerschaft sank so zwischen 1990 und 2000 von knapp 15.000 auf unter 4.000 Personen, während die Ortschaften Kokopo und Vunamami zusammenwuchsen und ihre Einwohnerschaft von gut 3.000 im Jahr 1990 auf über 20.000 im Jahr 2000 stieg.
In der Bucht befindet sich die Halbinsel Vulcan. Es handelt sich um einen Vulkan, der 1878 durch eine strombolianische Eruption zunächst als Insel in der Mitte des Simpsonhafens auftauchte und während eines erneuten Ausbruchs am 28. Mai 1937 zu seiner heutigen Größe anwuchs. Damals starben 200 Menschen.
|                       | Jan   | Feb   | Mär   | Apr   | Mai   | Jun   | Jul  | Aug   | Sep  | Okt   | Nov   | Dez   |   |         |
| Mittl. Tagesmax. (°C) | 30,6  | 30,3  | 30,4  | 30,7  | 31,0  | 30,8  | 30,3 | 30,4  | 31,0 | 31,2  | 31,3  | 30,6  | ⌀ | 30,7    |
| Mittl. Tagesmin. (°C) | 23,7  | 23,6  | 23,7  | 23,8  | 23,9  | 23,8  | 23,6 | 23,8  | 23,9 | 23,9  | 23,9  | 23,8  | ⌀ | 23,8    |
|                       |       |       |       |       |       |       |      |       |      |       |       |       |   |         |
| Niederschlag (mm)     | 238,8 | 195,6 | 226,8 | 201,7 | 161,7 | 104,0 | 84,6 | 118,4 | 75,4 | 125,2 | 153,6 | 268,3 | Σ | 1.954,1 |
|                       |       |       |       |       |       |       |      |       |      |       |       |       |   |         |
| Regentage (d)         | 19    | 18    | 19    | 17    | 13    | 12    | 13   | 12    | 9    | 14    | 14    | 21    | Σ | 181     |

| 23,7 |

| 23,6 |

| 23,7 |

| 23,8 |

| 23,9 |

| 23,8 |

| 23,6 |

| 23,8 |

| 23,9 |

| 23,9 |

| 23,9 |

| 23,8 |

| 23,7 |

| 23,6 |

| 23,7 |

| 23,8 |

| 23,9 |

| 23,8 |

| 23,6 |

| 23,8 |

| 23,9 |

| 23,9 |

| 23,9 |

| 23,8 |

## Geschichte
Rabaul wurde am Simpsonhafen gegründet. Es war Sitz des Bezirks Rabaul und ab 1909 Sitz des Gouverneurs von Deutsch-Neuguinea. Aus dieser Zeit stammt (neben Küchendeutsch in Namibia) die zweite deutsche Kreolsprache, das Unserdeutsch (auch Rabaul Creole German), das noch heute um Rabaul sowie im Umland von Brisbane von einigen Personen gesprochen wird. Rabaul war neben Tsingtau ein Stützpunkt des Ostasiengeschwaders der Kaiserlichen Marine.

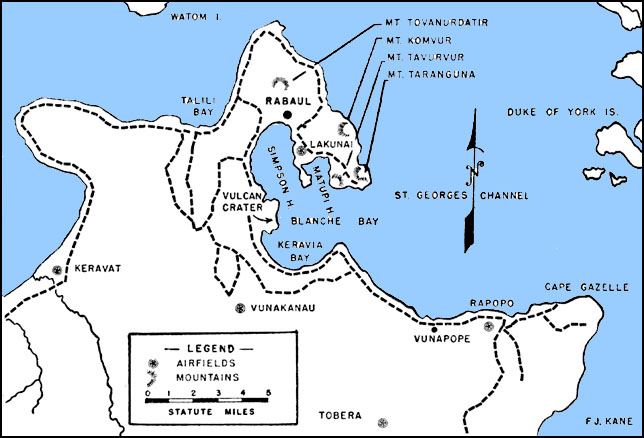
Rabaul während der japanischen Besetzung

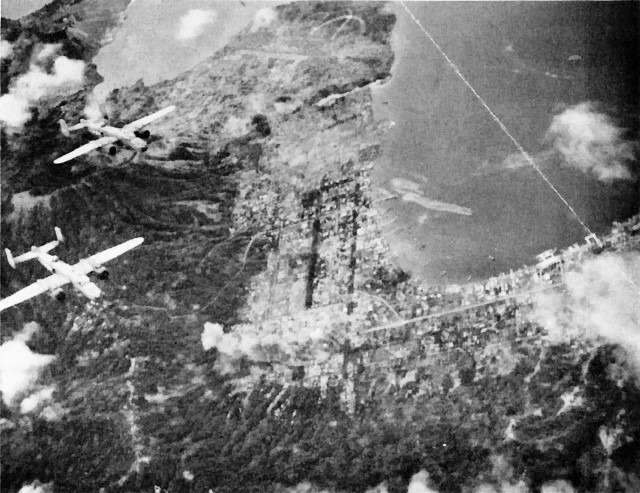
US-Luftangriff auf Rabaul

Rabaul wurde von der deutschen Verwaltung als schöne Stadt mit breiten Alleen und großen Gärten geplant. In Rabaul gab es auch einen botanischen Garten, der 1906 begründet wurde. Es war bis zum Vulkanausbruch von 1937 größte Stadt des Territoriums und bis 1945 Hauptstadt.
Die Stadt spielte eine wichtige Rolle im Pazifikkrieg während des Zweiten Weltkriegs bei den Kämpfen zwischen Japan und den USA. Die Südseeabteilung der Japaner überwältigte am 23. Januar 1942 in der Schlacht um Rabaul die dort stationierte kleine australische Garnison und baute die Stadt zur Festung und einer gigantischen, teils unterirdischen Nachschubbasis aus. Als Unterschlupf dienten die Bimssteinberge im Hinterland der Stadt. Dort ließ die japanische Armee von Einheimischen und Kriegsgefangenen aus Singapur Tunnel in einer Gesamtlänge von mehr als 500 km graben, die als Nachschublager, Truppenzwischenlager und auch als Lazarette (hiervon allein 15) dienten. Eines hatte eine Länge von mehr als vier Kilometern und eine Aufnahmekapazität von 2500 Patienten. Dazu kamen fünf Start- und Landebahnen, eine Station für Wasserflugzeuge, eine U-Boot-Basis und ein Militärhafen. Rabaul war zeitweise mit bis zu 200.000 Soldaten besetzt.
Von hier aus traten die Japaner ihre Feldzüge gegen Neuguinea und die Salomonen an. Sie versorgten ihre Truppen am Kokoda Track in der Milne-Bucht und auf Bougainville. Auch die Eroberung des australischen Kontinents von Rabaul aus war langfristig geplant. Bedingt durch die Stärke des japanischen Stützpunktes umgingen die Amerikaner Rabaul und isolierten ihn bis zum Kriegsende. Nach Kriegsende führte die australische Kolonialmacht die meisten ihrer Kriegsverbrecherprozesse in Neu-Guinea dort durch, nämlich 188. Von den 390 Angeklagten dort wurden 266 verurteilt und 124 freigesprochen.
Nach dem Krieg bis etwa 1960 kam es für Rabaul dank der hohen Kopra-Preise zu einer Blütezeit. Später verließen viele der aus der Volksrepublik China und Europa stammenden Pflanzer und Händler mit ihren Familien aufgrund der Unwägbarkeiten, die sie durch die Unabhängigkeit fürchteten, die Stadt.